# Ewha Womans University
Koordinaten: 37° 33′ 42,7″ N, 126° 56′ 48,6″ O
Die Ewha Womans University ist eine private Universität in Seoul, Südkorea. Sie wurde 1886 als die erste Frauenhochschule in Korea von der methodistischen Missionarin Mary Scranton gegründet.
Sie ist eine der größten Frauenuniversitäten der Welt und in Südkorea sehr angesehen. Männliche Studierende werden als Austauschstudenten sowie am universitätseigenen Sprachenzentrum Ewha Language Center aufgenommen. Für Bachelor-, Master- oder Promotionsstudien sind männliche Studierende nicht zugelassen.
Die Gründer entschieden sich für die Verwendung von „Womans“ anstatt „Woman’s“ oder „Women’s“, da jede Frau respektiert werden soll. So werden nicht alle Studentinnen unter dem Begriff „Women“ zusammengefasst.
Die Universität gehört zu den ersten Universitäten in Südkorea, die es durch ein Regierungsprogramm für lebenslanges Lernen Arbeitnehmern ermöglichen möchte, durch Abendkurse einen Abschluss zu erhalten. Das Vorhaben führte zu Protesten vieler Studentinnen, die um die Reputation der Universität fürchten.